# Ossario italiano di Crimea
L'ossario italiano di Crimea era un insieme di monumenti funebri dedicato alla memoria degli ufficiali del Regno di Sardegna caduti nella guerra di Crimea, successivamente distrutti da eventi bellici. Sul posto è stata eretta una stele moderna.

## Storia
Durante la campagna di Crimea a Jeni-Koi sorse un ospedale con capacità di 500 letti, dove furono ricoverati molti ammalati di colera. In quella stessa fu realizzato un cimitero militare per accogliere le salme dei soldati piemontesi morti durante la guerra. quando il generale Alfonso La Marmora partì da Balaklava per rientrare in Patria, il 16 marzo 1856, chiese alla autorità britanniche e turche di tutelare la sacralità del luogo di sepoltura.
L'ossario fu eretto nell'agosto 1882 sul monte Hasford, in località Kamari, dove durante gli eventi bellici era stato installato l'Osservatorio Piemontese ("Osservatorio dei Sardi"). Era situato in faccia al mar Nero, e significativamente posto presso alcune fortificazioni erette a suo tempo dalla Repubblica di Genova.
Il sacrario principale, di forma piramidale, era dedicato alla memoria del generale Alessandro La Marmora e dei generali Rodolfo Gabrielli di Montevecchio e Giorgio Ansaldi, tutti ricordati con apposite iscrizioni. In seguito a sottoscrizione popolare, le loro spoglie furono traslate in Italia nel 1911 a mezzo dell'incrociatore protetto Agordat, nell'ambito delle celebrazioni per il cinquantenario dell'Unità d'Italia.
Altri monumenti circondavano il sacrario, tra cui una cappella a croce greca e altri minori, che contenevano le spoglie di caduti o ne ricordavano il sacrificio.
Durante la seconda guerra mondiale, l'ossario, il sacrario piramidale e le altre strutture furono severamente danneggiati dai bombardamenti da parte delle truppe tedesche. Nel 2005 è stata eretta a Cadikoi (quartiere del Corpo di Spedizione) una stele in memoria dei caduti.
Anche a Costantinopoli, nel cimitero internazionale cattolico di Ferikoi, fu costruito un monumento piramidale dedicato alla memoria dei soldati italiani morti in Crimea.

### Periodici
- Roberto Di Ferdinando, La spedizione piemontese in Crimea (1855-56), in Rivista Italiana Difesa, n. 12, Chiavari, Giornalistica Riviera Soc. Coop., dicembre 2005,  pp. 82-97.